# Marisa Laurito
Marisa Laurito (nascida em 19 de abril de 1951) é uma atriz, cantora e personalidade televisiva da Itália,  natural de Nápoles.

## Filmografia
Lista incompleta
- Perdutamente tuo... mi firmo Macaluso Carmelo fu Giuseppe (1976)